# 지방도 제917호선

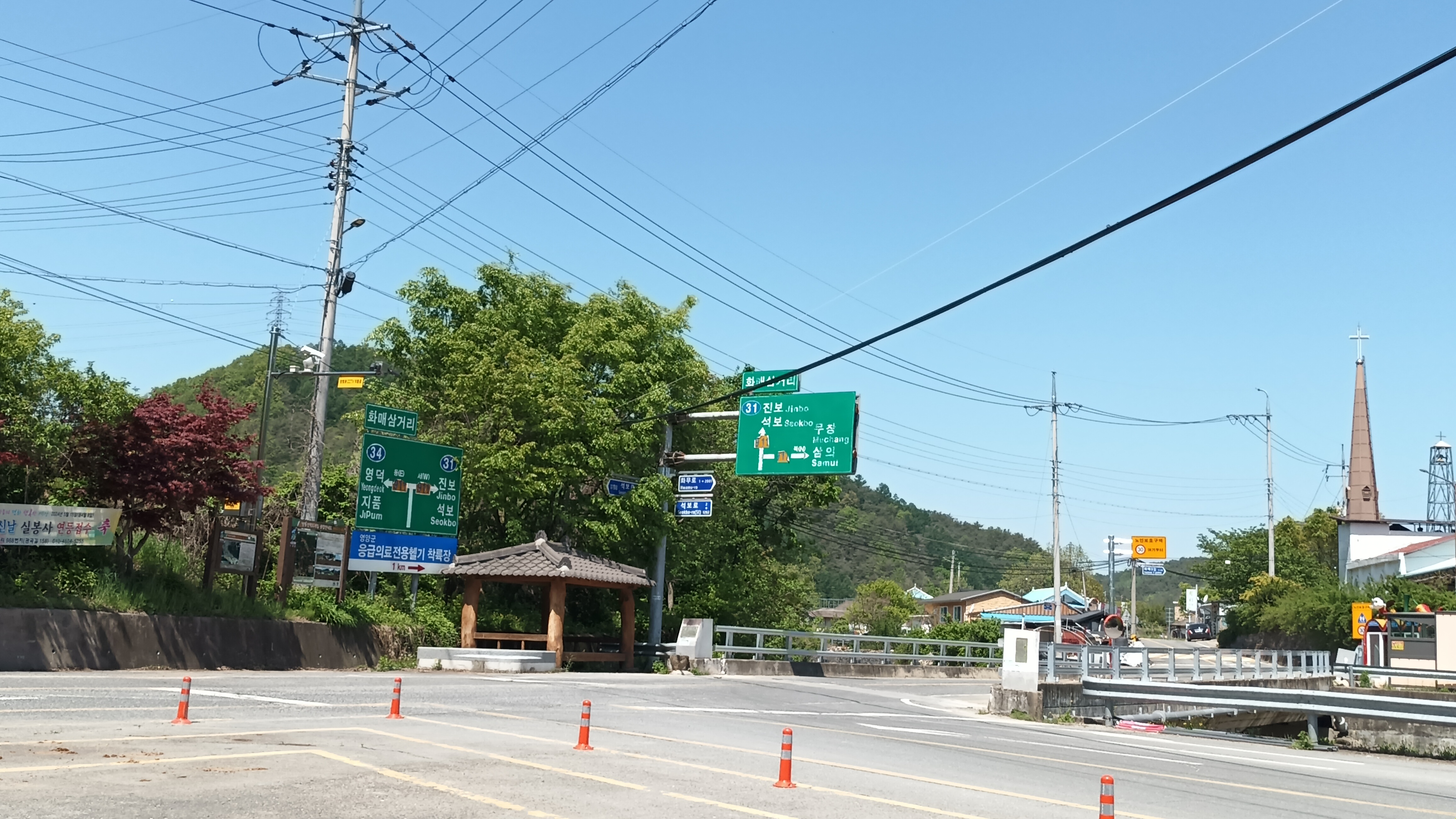
영양군 석보면 화매리 화매삼거리, 지방도 제911호선과 교차

지방도 제917호선은 경상북도 영양군 석보면 화매리 화매삼거리와 울진군 매화면 덕신리 덕신 교차로를 잇는 경상북도의 지방도이다.

## 연혁
- 2003년 2월 20일 : 종점을 울진군 북면 부구리에서 원남면 덕신리로 45.6 km 구간 연장. 이에 따라 '석보 ~ 울진선'에서 '석보 ~ 원남선'이 됨.[1]
- 2004년 4월 30일 : 수비 ~ 소천간 도로(영양군 수비면 신암리 ~ 봉화군 소천면 남회룡리) 1.7 km 구간 개통[2]
- 2006년 10월 30일 : 무창 ~ 수비간 도로(영양군 수비면 죽파리 ~ 송하리) 3.35 km 구간 확장 개통[3]
- 2006년 12월 11일 : 무창 ~ 수비간 도로(영양군 수비면 죽파리) 1.52 km 구간 확장 개통[4]
- 2008년 6월 26일 : 판사 ~ 기산 ~ 무창간 도로(영양군 영양읍 기산리) 485m 구간 확장 개통[5]
- 2012년 1월 30일 : 상당 ~ 두천간 도로(울진군 북면 상당리 ~ 두천리) 3.715 km 구간 개통[6]
- 2013년 5월 16일 : 울진군의 구 국도 제7호선 2.9 km 구간이 지방도에 편입됨.[7]
- 2018년 11월 15일 : 노선 변경으로 총 연장이 174.4km에서 173.5km로 단축.[8]
- 2021년 12월 6일: 노선명을 '석보 ~ 원남선'에서 '석보 ~ 매화선'으로 변경 및 총 연장을 174.4km에서 166.1km로 변경함.[9]

## 주요 경유지
- 영양군
  - 석보면 화매삼거리 - 포산리 - 삼의교 - 삼의교 - 삼의1교 - 삼의2교 - 삼의3교 - 삼의4교 - 삼의리 - 상삼의교 - 요원리
  - 영양읍 양구리 - 양구7교 - 양구6교 - 양구5교 - 양구4교 - 양구3교 - 양구2교 - 양구1교 - 무창10교 - 무창9교 - 무창8교 - 무창7교 - 무창6교 - 무창5교 - 무창4교 - 무창3교 - 무창2교 - 무창보건진료소 - 무창1교 - 무창삼거리 - (삼거리) - 무창2리 - (미포장 구간 : 기산교 - 기포령 - 기산리)
  - 수비면 (1차선 구간 : 송하리 - 판사3교 - 판사2교 - 판사1교 - 송하산촌생태마을 - 죽파4교 - 죽파3교 - 죽파2교 - 죽파1교 - 장파3교 - 장파2교 - 장파1교 ) (미포장 구간 : 죽파리) (1차선 구간 : 오기리 - 오기교) - 발리삼거리 - 수비중학교, 수비고등학교 - 발리리 - 수하리 - 새고개 - 수하교 - 천전교 - 수하보건진료소 - 수하2교 - 신암교 - 신천1교 - 신천2교 - 신암2교 - 신암교 - 신암교 - 신암3교 - 수비초등학교 신암분교 (폐교) - 신내교
- 봉화군
  - 소천면 신내교 - 남회룡삼거리 - 남회룡리
- 울진군
  - 금강송면 옥방3교 - 남회2교 - 남회1교 - 삼근초등학교 옥방분교 - 옥방교 - 광회보건진료소 - 답운재 (해발 619.8m) - 통고산자연휴양림 - 쌍전1교 - 쌍전2교 - 광천교 서단 - 소광1교 - 소광2교 - 쌍전리 - 소광3교 - 후곡교 - (미개통 구간 : 대촌2교 - 소광2교 - 소광리 - 십이령)
  - 북면 (미개통 구간 : 두천리) - 두천2리 - 두천1리 - 시고개 - 석촌교 - 중평교 - 중당교 - 중석교 - 원당교 - 상당리 - 구수곡자연휴양림 - 수기목골 - 덕구교 - 덕구삼거리 - 덕구리 - 원장교 - 덕구저수지 - 주인교 - 주인리 - 상부교 - 부구중학교 - 덕구 교차로 - 부구대교 - 신화교 - 고목교
  - 죽변면 후정 교차로 - 매정교 - 화성교 - 죽변 교차로 - 죽변IC교 - 봉평리 - 죽변시외버스정류장 - 죽변운동장 - 화성교 - 화성리
  - 북면 소곡교 - 사계리 - 나그네재 - 하당리
  - 울진읍 정림리 - 호월리 - 무월교 - 산성교 - 고성리 - 남대천교 - 울진소방서 - 한국전력공사 울진지점 - 하토교 - 읍남리
  - 근남면 수산 교차로 - 수산교 - 노음 교차로 - 망양정 - 산포리 - 산포교 - 진복리 - 진복1교 - 진복2교
  - 매화면 무릉교 - 오산리 - 오산항 - 오덕교 - 덕신리 - 덕신 교차로

## 중복 구간
- 영양군 영양읍 무창삼거리 ~ (삼거리) : 지방도 제918호선과 중복
- 울진군 북면 덕구 교차로 ~ 죽변면 죽변 교차로 : 국도 제7호선과 중복
- 울진군 근남면 답운 교차로 ~ 쌍전 교차로 : 국도 제36호선과 중복

## 도로명
- 영양군 석보면 화매삼거리 ~ 영양읍 무창삼거리 : 화무로
- 영양군 영양읍 무창삼거리 ~ (삼거리) : 영양창수로
- 영양군 영양읍 (삼거리) ~ 봉화군 소천면 남회룡삼거리 : 낙동정맥로
- 봉화군 소천면 남회룡삼거리 ~ 울진군 금강송면 광회보건진료소 : 남회룡로
- 울진군 금강송면 광회보건진료소 ~ 광천교 서단 : 불영계곡로
- 울진군 금강송면 광천교 서단 ~ 북면 덕구삼거리 : 십이령로
- 울진군 북면 덕구삼거리 ~ 부구 교차로 : 덕구온천로
- 울진군 북면 부구 교차로 ~ 죽변면 죽변 교차로 : 동해대로
- 울진군 죽변면 죽변 교차로 ~ 초평교 북단 : 봉황길
- 울진군 죽변면 초평교 북단 ~ 죽변시외버스정류장 : 울진북로
- 울진군 죽변면 죽변시외버스정류장 ~ 울진읍 남대천교 북단 : 하죽로
- 울진군 울진읍 남대천교 북단 ~ 근남면 수산교 남단 : 울진북로
- 울진군 근남면 수산교 남단 ~ 매화면 덕신 교차로 : 망양정로